# Свети Георги (Сърбци)
Вижте пояснителната страница за други значения на Свети Георги.
„Свети Георги“ (на македонска литературна норма: „Свети Ѓорѓи“, „Свети Георгиј“) е възрожденска православна църква в битолското село Сърбци, Северна Македония. Църквата е под управлението на Преспанско-Пелагонийската епархия на Македонската православна църква.
Храмът е изграден в 1831 година според надписа на каменна плоча над западния вход. Обновена е според датировка над същия вход в 1924 година. Църквата има открит трем на север и юг. В 1878 година Йосиф Мажовски изписва притвора на църквата.